# Saison 2020-2021 du Racing Club de Lens
Maillots
Dernière mise à jour : 13 juin 2019.
Chronologie
Saison précédente Saison suivante
La saison 2020-2021 du Racing Club de Lens, club de  football professionnel français, est la 58e saison du club au sein de la Ligue 1, première division française. C'est la première année en Ligue 1 depuis 2020. Lors de la saison précédente (2019/2020), le club termine à la deuxième place et est promu en Ligue 1.
L'actionnaire Joseph Oughourlian de la société Solférino est propriétaire du club depuis 2016. L'équipe est entraînée par Franck Haise, en poste depuis 2020.

## Avant saison
Le Racing Club de Lens reprend l'entraînement le mercredi 24 juin au Centre Technique et Sportif de La Gaillette
Le 1er juillet, le club dévoile le programme de l'avant saison. Les matchs amicaux ne seront pas ouverts au public à cause de la crise du Coronavirus COVID-19 en France.
Le 2 juillet 2020, le club dévoile son nouveau staff technique. L'entraîneur principal est Franck Haise, les entraineurs adjoints sont Alou Diarra et Lilian Nalis.
Le 3 juillet a lieu la première conférence de presse de la saison.

## Matchs amicaux
| Date            | Horaire | TV | Adversaire           | Lieu              | Score | Buteur(s) du RCL  | Buteur(s) adverse                        |
| 16 juillet 2020 | 17H     |    | Le Havre AC          | Stade Paul-Guerre | 1-3   | Sotoca (25e)      | Thiaré (36e), Meraş (50e), Abdelli (56e) |
| 21 juillet 2020 | 15h     |    | KAA La Gantoise      | Stade Paul-Guerre | 1-1   | Sotoca (17e pen.) | Botaka (30e pen.)                        |
| 1er août 2020   | 13H     |    | KRC Genk             | Luminus Arena     | 1-1   | Ganago            |                                          |
| 5 août 2020     | 15h     |    | Union saint-gilloise |                   |       |                   |                                          |
| 5 août 2020     | 18h30   |    | Paris FC             |                   |       |                   |                                          |
| --------------- | ------- | -- | -------------------- | ----------------- | ----- | ----------------- | ---------------------------------------- |

## Effectif professionnel actuel
Le tableau suivant dresse la liste des joueurs faisant partie de l'effectif lensois pour la saison 2020-2021.
Note : Les numéros 12 et 17 ont été retirés par le club. En effet, le 12 représente le public lensois et le 17 le numéro que portait Marc-Vivien Foé, mort subitement le 26 juin 2003.

## Tableau des transferts
| Nom               | Nationalité  | Poste             | Transfert      | Fin du contrat | Provenance/Destination | Division               |
| ----------------- | ------------ | ----------------- | -------------- | -------------- | ---------------------- | ---------------------- |
| Arrivées          |              |                   |                |                |                        |                        |
| Valentin Belon    | France       | Gardien           | Retour de prêt | 2020           | Stade lavallois        | National               |
| Maxence Carlier   | France       | Défenseur         | Retour de prêt | 2020           | Stade lavallois        | National               |
| Moussa Sylla      | France       | Défenseur         | Retour de prêt | 2020           | Calcio Padoue          | Serie C                |
| Cyrille Bayala    | Burkina Faso | Attaquant         | Retour de prêt | 2020           | AC Ajaccio             | Ligue 2                |
| Benjamin Gomel    | France       | Attaquant         | Retour de prêt | 2020           | SO Cholet              | National               |
| Arial Mendy       | Sénégal      | Défenseur         | Retour de prêt | 2020           | US Orléans             | Ligue 2                |
| Corentin Jean     | France       | Attaquant         | Transfert      | 2023           | Toulouse FC            | Ligue 2                |
| Jonathan Clauss   | France       | Défenseur         | Libre          | 2023           | Arminia Bielefeld      | Bundesliga 2           |
| Wuilker Faríñez   | Venezuela    | Gardien           | Prêt OA        | 2021           | Millonarios FC         | Liga BetPlay Dimayor   |
| Loïc Badé         | France       | Défenseur         | Transfert      | 2023           | Le Havre AC            | Ligue 2                |
| Facundo Medina    | Argentine    | Défenseur         | Transfert      | 2024           | CA Talleres            | Primera División       |
| Gaël Kakuta       | France       | Milieu de terrain | Prêt OA        | 2021           | Amiens SC              | Ligue 2                |
| Ignatius Ganago   | Cameroun     | Attaquant         | Transfert      | 2024           | OGC Nice               | Ligue 1                |
| Arnaud Kalimuendo | France       | Attaquant         | Prêt           | 2021           | Paris Saint-Germain    | Ligue 1                |
| Issiaga Sylla     | Guinée       | Défenseur         | Prêt           | 2021           | Toulouse FC            | Ligue 2                |
| Départs           |              |                   |                |                |                        |                        |
| Moussa Sylla      | France       | Défenseur         | Transfert      | -              | SO Cholet              | National               |
| Vítor Costa       | Brésil       | Défenseur         | Retour de prêt | 2020           | Inter Lages            | Santa Catarina Serie B |
| Valentin Belon    | France       | Gardien           | Prêt           | 2021           | Stade lavallois        | National               |
| Maxence Carlier   | France       | Défenseur         | Transfert      | 2022           | Stade lavallois        | National               |
| Thomas Vincensini | France       | Gardien           | Prêt           | 2021           | SC Bastia              | National               |
| Tom Ducrocq       | France       | Milieu            | Prêt           | 2021           | SC Bastia              | National               |
| Arial Mendy       | Sénégal      | Défenseur         | Transfert      | -              | Fc Servette            | Super league           |
| Manuel Perez      | France       | Milieu            | Transfert      | 2023           | Grenoble Foot 38       | Ligue 2                |
| Gaëtan Robail     | France       | Attaquant         | Prêt           | 2021           | EA Guingamp            | Ligue 2                |

| Nom                    | Nationalité  | Poste     | Transfert | Fin du contrat | Provenance/Destination | Division           |
| ---------------------- | ------------ | --------- | --------- | -------------- | ---------------------- | ------------------ |
| Arrivées               |              |           |           |                |                        |                    |
| Départs                |              |           |           |                |                        |                    |
| Charles Boli           | France       | Milieu    | Prêt      | 2021           | Paris FC               | Ligue 2            |
| Cyrille Bayala         | Burkina Faso | Milieu    | Transfert | Libre          | AC Ajaccio             | Ligue 2            |
| Gaëtan Robail          | France       | Attaquant | Prêt      | 2021           | Valenciennes FC        | Ligue 2            |
| Aleksandar Radovanovic | Serbe        | Défenseur | Transfert | 2023           | KV Courtrai            | Jupiler Pro League |

## Championnat de Ligue 1

### Matchs aller
| Date                       | Horaire | TV           | Adversaire    | Lieu                   | Score | Buteur(s) du RCL                                    | Buteur(s) adverse(s)                                 | Affluence         | Lien |
| -------------------------- | ------- | ------------ | ------------- | ---------------------- | ----- | --------------------------------------------------- | ---------------------------------------------------- | ----------------- | ---- |
| Dimanche 23 août 2020      | 17h     | Canal+       | OGC Nice      | Allianz Riviera        | 2 - 1 | Kakuta (11e pén.)                                   | Gouiri (23e, 75e)                                    | 0 (huis-clos)     |      |
| Jeudi 10 septembre 2020    | 21h     | Canal+       | PSG           | Stade Bollaert-Delelis | 1 - 0 | Ganago (57e)                                        | -                                                    | 5 067 spectateurs |      |
| Dimanche 13 septembre 2020 | 15h     | Téléfoot 3   | FC Lorient    | Stade du Moustoir      | 2 - 3 | Kakuta (31e pén.), Medina (34e), Ganago (63e)       | Grbić (14e), Gouiri (90e pén.)                       | 4 968 spectateurs |      |
| Samedi 19 septembre 2020   | 17h     | Téléfoot     | Bordeaux      | Stade Bollaert-Delelis | 2 - 1 | Ganago (47e), Kakuta (59e pén.)                     | Kalu (90e)                                           | 4 871 spectateurs |      |
| Dimanche 27 septembre 2020 | 15h     | Téléfoot 4   | Nimes         | Stade des Costières    | 1 - 1 | Ganago (34e)                                        | Ferhat (87e)                                         | 3 309 spectateurs |      |
| Samedi 3 octobre 2020      | 17h     | Téléfoot     | ASSE          | Stade Bollaert-Delelis | 2 - 0 | Kakuta (15e pén.), Sotoca (81e)                     | -                                                    | 4 845 spectateurs |      |
| Dimanche 18 octobre 2020   | 21h     | Téléfoot     | LOSC          | Stade Pierre Mauroy    | 4 - 0 | -                                                   | Yılmaz (11e), Bamba (47e), Ikoné (69e), Yazıcı (79e) | 0 (huis-clos)     |      |
| Dimanche 8 novembre 2020   | 15h     | Téléfoot 1   | Reims         | Stade Bollaert-Delelis | 4 - 4 | Banza (21e), Foket (77e csc), Sotoca (90e), (90e+1) | Cafaro (47e), Dia (54e), (81e), Medina (79e csc)     | 0 (huis-clos)     |      |
| Dimanche 22 novembre 2020  | 15h     | Téléfoot 1   | Dijon         | Stade Gaston-Gérard    | 0 - 1 | Kalimuendo (23e)                                    | -                                                    | 0 (huis-clos)     |      |
| Mercredi 25 novembre 2020  | 19h     | Téléfoot     | FC Nantes     | Stade Bollaert-Delelis | 1 - 1 | Kakuta (27e)                                        | Touré (81e pén.)                                     | 0 (huis-clos)     |      |
| Dimanche 29 novembre 2020  | 15h     | Téléfoot 1   | Angers SCO    | Stade Bollaert-Delelis | 1 - 3 | Kalimuendo (34e)                                    | Pereira Lage (22e), Bahoken (49e), Capelle (90e+2)   | 0 (huis-clos)     |      |
| Samedi 5 décembre 2020     | 17h     | Téléfoot     | Rennes        | Roazhon Park           | 0 - 2 | Kalimuendo (28e), Ganago (77e)                      | -                                                    | 0 (huis-clos)     |      |
| Samedi 12 décembre 2020    | 21h     | Canal+       | Montpellier   | Stade Bollaert-Delelis | 2 - 3 | Omlin (36e csc), Kakuta (50e pén)                   | Mavididi (16e), Mendes (26e), Laborde (69e)          | 0 (huis-clos)     |      |
| Mercredi 16 décembre 2020  | 21h     | Canal+ Sport | AS Monaco     | Stade Louis II         | 0 - 3 | Sylla (1er), Banza (33e), Kakuta (39e)              | -                                                    | 0 (huis-clos)     |      |
| Samedi 19 décembre 2020    | 17h     | Téléfoot     | FC Metz       | Stade Saint-Symphorien | 2 - 0 | -                                                   | Nguette (30e), Boulaya (90e+4)                       | 0 (huis-clos)     |      |
| Mercredi 23 décembre 2020  | 19h     | Téléfoot 5   | Brest         | Stade Bollaert-Delelis | 2 - 1 | Kalimuendo (11e), Sotoca (34e pén)                  | Charbonnier (90e+4 pén)                              | 0 (huis-clos)     |      |
| Mercredi 6 janvier 2021    | 21h     | Canal+ Sport | OL            | Groupama Stadium       | 3 - 2 | Sotoca (56e), Doucouré (89e)                        | Depay (39e, (52e pén), Fortes (46e csc)              | 0 (huis-clos)     |      |
| Samedi 9 janvier 2021      | 21h     | Téléfoot 6   | RC Strasbourg | Stade Bollaert-Delelis | 0 - 1 | -                                                   | Diallo (21e)                                         | 0 (huis-clos)     |      |

### Matchs retour
| Date                     | Horaire | TV                             | Adversaire    | Lieu                    | Score | Buteur(s) du RCL                                                 | Buteur(s) adverse                                | Affluence     | Lien |
| ------------------------ | ------- | ------------------------------ | ------------- | ----------------------- | ----- | ---------------------------------------------------------------- | ------------------------------------------------ | ------------- | ---- |
| Dimanche 17 janvier 2021 | 15h     | Téléfoot 1                     | FC Nantes     | Stade de la Beaujoire   | 1 - 1 | Kakuta (81e)                                                     | Louza (36e pén)                                  | 0 (huis-clos) |      |
| Mercredi 20 janvier 2021 | 21h     | Téléfoot                       | OM            | Orange Vélodrome        | 0 - 1 | Banza (59e)                                                      | -                                                | 0 (huis-clos) |      |
| Samedi 23 janvier        | 17h     | Téléfoot                       | OGC Nice      | Stade Bollaert-Delelis  | 0 - 1 | -                                                                | Atal (49e)                                       | 0 (huis-clos) |      |
| Samedi 30 janvier        | 17h     | Téléfoot                       | Montpellier   | Stade de la Mosson      | 1 - 2 | Doucouré (7e), Kakuta (67e)                                      | Wahi (78e)                                       | 0 (huis-clos) |      |
| Mercredi 3 février       | 21h     | Téléfoot                       | OM            | Stade Bollaert-Delelis  | 2 - 2 | Sotoca (46e), Medina (61e)                                       | Thauvin (37e), Milik (45e +3)                    | 0 (huis-clos) |      |
| Samedi 6 février         | 21h     | Canal+                         | Rennes        | Stade Bollaert-Delelis  | 0 - 0 | -                                                                | -                                                | 0 (huis-clos) |      |
| Samedi 16 février        | 19h     | Canal+Sport, Foot+ Multisports | Reims         | Stade Auguste-Delaune   | 1 - 1 | Sotoca (61e)                                                     | Zeneli (13e)                                     | 0 (huis-clos) |      |
| Dimanche 21 février      | 15h     | Canal+Sport, Foot+ Multisports | Dijon         | Stade Bollaert-Delelis  | 2 - 1 | Fofana (30e), Banza (64e)                                        | Muzinga (61e)                                    | 0 (huis-clos) |      |
| Dimanche 28 février      | 15h     | Canal+Sport, Foot+ Multisports | Angers SCO    | Stade Raymond-Kopa      | 2 - 2 | Clauss (22e), Kalimuendo (90e +2)                                | Diony (5e), Mangani (10e pén.)                   | 0 (huis-clos) |      |
| Mercredi 3 mars 2021     | 19h     | Canal+Sport                    | ASSE          | Stade Geoffroy-Guichard | 2 - 3 | Sotoca (20e pén.), Kalimuendo (24e), Costa (90e +3)              | Moukoudi (40e), Bouanga (90e +5)                 | 0 (huis-clos) |      |
| Dimanche 14 mars 2021    | 15h     | Canal+Sport, Foot+ Multisports | FC Metz       | Stade Bollaert-Delelis  | 2 - 2 | Clauss (13e), Cahuzac (36e)                                      | Vagner (27e pén.), Delaine (57e)                 | 0 (huis-clos) |      |
| Dimanche 21 mars 2021    | 13h     | Canal+Sport                    | RC Strasbourg | Stade de la Meinau      | 1 - 2 | Haïdara (5e), Fofana (40e)                                       | Bellegarde (20e)                                 | 0 (huis-clos) |      |
| 3 avril 2021             | 21h     | Canal+                         | OL            | Stade Bollaert-Delelis  | 1 - 1 | Clauss (65e)                                                     | Paquetá (81e)                                    | 0 (huis-clos) |      |
| 11 avril 2021            | 15h     | Canal+Sport, Foot+ Multisports | FC Lorient    | Stade Bollaert-Delelis  | 4 - 1 | Kakuta (16e pén.), Jean (39e), Kalimuendo (55e), Banza (88e pén) | Moffi (29e)                                      | 0 (huis-clos) |      |
| 18 avril 2021            | 15h     | Canal+Sport, Foot+ Multisports | Brest         | Stade Francis-Le Blé    | 1 - 1 | Kakuta (72e pén)                                                 | Cahuzac (37e csc)                                | 0 (huis-clos) |      |
| 25 avril 2021            | 15h     | Canal+Sport, Foot+ Multisports | Nimes         | Stade des Costières     | 2 - 1 | Ganago (17e), Haïdara (76e)                                      | Ferhat (52e pén)                                 | 0 (huis-clos) |      |
| 1 mai 2021               | 17h     | Canal+                         | PSG           | Parc des Princes        | 2 - 1 | Ganago (61e)                                                     | Neymar Jr. (33e), Marquinhos (59e)               | 0 (huis-clos) |      |
| 7 mai 2021               | 21h     | Canal+                         | LOSC          | Stade Bollaert-Delelis  | 0 - 3 |                                                                  | Yılmaz (4e pén, 40e), David (60e)                | 0 (huis-clos) |      |
| 16 mai 2021              | 21h     | Canal+, Foot+ Multisports      | Bordeaux      | Matmut Atlantique       | 3 - 0 |                                                                  | Hwang (32e pén.), Sabaly (89e), Zerkane (90e +1) | 0 (huis-clos) |      |
| 23 mai 2021              | 21h     | Canal+, Foot+ Multisports      | AS Monaco     | Stade Bollaert-Delelis  | 0 - 0 |                                                                  |                                                  | 0 (huis-clos) |      |

### Classement général
| Rang | Équipe                 | Pts | J  | G  | N  | P  | Bp | Bc | Diff | Qualification ou relégation                                   |
| ---- | ---------------------- | --- | -- | -- | -- | -- | -- | -- | ---- | ------------------------------------------------------------- |
| 5    | Olympique de Marseille | 60  | 38 | 16 | 12 | 10 | 54 | 47 | +7   | Qualification pour la phase de groupes de la Ligue Europa     |
| 6    | Stade rennais FC       | 58  | 38 | 16 | 10 | 12 | 52 | 40 | +12  | Qualification pour les barrages de la Ligue Europa Conférence |
| 7    | RC Lens P              | 57  | 38 | 15 | 12 | 11 | 55 | 54 | +1   |                                                               |
| 8    | Montpellier Hérault SC | 54  | 38 | 14 | 12 | 12 | 60 | 62 | −2   |                                                               |
| 9    | OGC Nice               | 52  | 38 | 15 | 7  | 16 | 50 | 53 | −3   |                                                               |

## Coupe de France
| Date                     | Horaire | TV                            | Adversaire | Lieu                  | Score | Buteur(s) du RCL                                    | Buteur(s) adverse                              | Affluence     |
| ------------------------ | ------- | ----------------------------- | ---------- | --------------------- | ----- | --------------------------------------------------- | ---------------------------------------------- | ------------- |
| Mercredi 10 février 2021 | 14h45   | Eurosport 2, France 3 Régions | FC Nantes  | Stade de la Beaujoire | 2 - 4 | Jean (27e), (39e), Doucouré (36e), Kalimuendo (58e) | Bamba (24e), (63e)                             | 0 (huis-clos) |
| Samedi 6 mars            | 14h15   | Eurosport 2                   | Red Star   | Stade du Dr Bauer     | 3 - 2 | Medina (29e), Doucouré (49e)                        | Meïssa Ba (21e), Michel (83e), Dzabana (90e+1) | 0 (huis clos) |